# Lizzie
Lizzie és una pel·lícula de thriller biogràfic estatunidenca del 2018 dirigida per Craig William Macneill, escrita per Bryce Kass i protagonitzada per Chloë Sevigny, Kristen Stewart, Jay Huguley, Jamey Sheridan, Fiona Shaw, Kim Dickens, Denis O'Hare i Jeff Perry. Es basa en la història real de Lizzie Borden, que va ser acusada i absolta dels assassinats amb destral del seu pare i la seva madrastra a Fall River (Massachusetts), el 1892. Sevigny també va exercir-ne de coproductor. S'ha doblat i subtitulat al català.
La pel·lícula es va projectar al Festival de Cinema de Sundance el 19 de gener de 2018. Es va estrenar el 14 de setembre de 2018 a càrrec de Saban Films i Roadside Attractions.